# Back to Jazz
Back to Jazz è un album del cantautore italiano Bruno Lauzi, pubblicato nel 1986.
Il disco racchiude cover di brani di alcuni grandi jazzisti del passato.

## Tracce
LATO A
- Love for Sale (Cole Porter) - 3:18
- Autumn in New York (Vernon Duke) - 4:50
- My Favorite Things (Richard Rodgers) - 4:38
- Little Girl Blue (Richard Rodgers) - 5:05

LATO B
- Just One of Those Things (Cole Porter) - 3:30
- Love Is Here to Stay (George Gershwin) - 3:18
- My Funny Valentine (Richard Rodgers) - 4:45
- That Old Black Magic (Cole Porter) - 3:25
- Change Partner (Irving Berlin) - 3:37

## Formazione
- Bruno Lauzi – voce
- Marco Ratti – basso
- Alfredo Golino – batteria
- Franco Cerri – chitarra
- Dado Moroni – pianoforte
- Giancarlo Pillot – batteria
- Renato Sellani – pianoforte
- Paolo Conte – vibrafono
- Sante Palumbo – pianoforte, sintetizzatore
- Emilio Soana – tromba
- Rodolfo Migliardi – trombone
- Luigi Tognoli – sassofono tenore